# Atlides caranus
Atlides caranus är en fjärilsart som beskrevs av Stoll 1782. Atlides caranus ingår i släktet Atlides och familjen juvelvingar. Inga underarter finns listade i Catalogue of Life.